# Dagen H

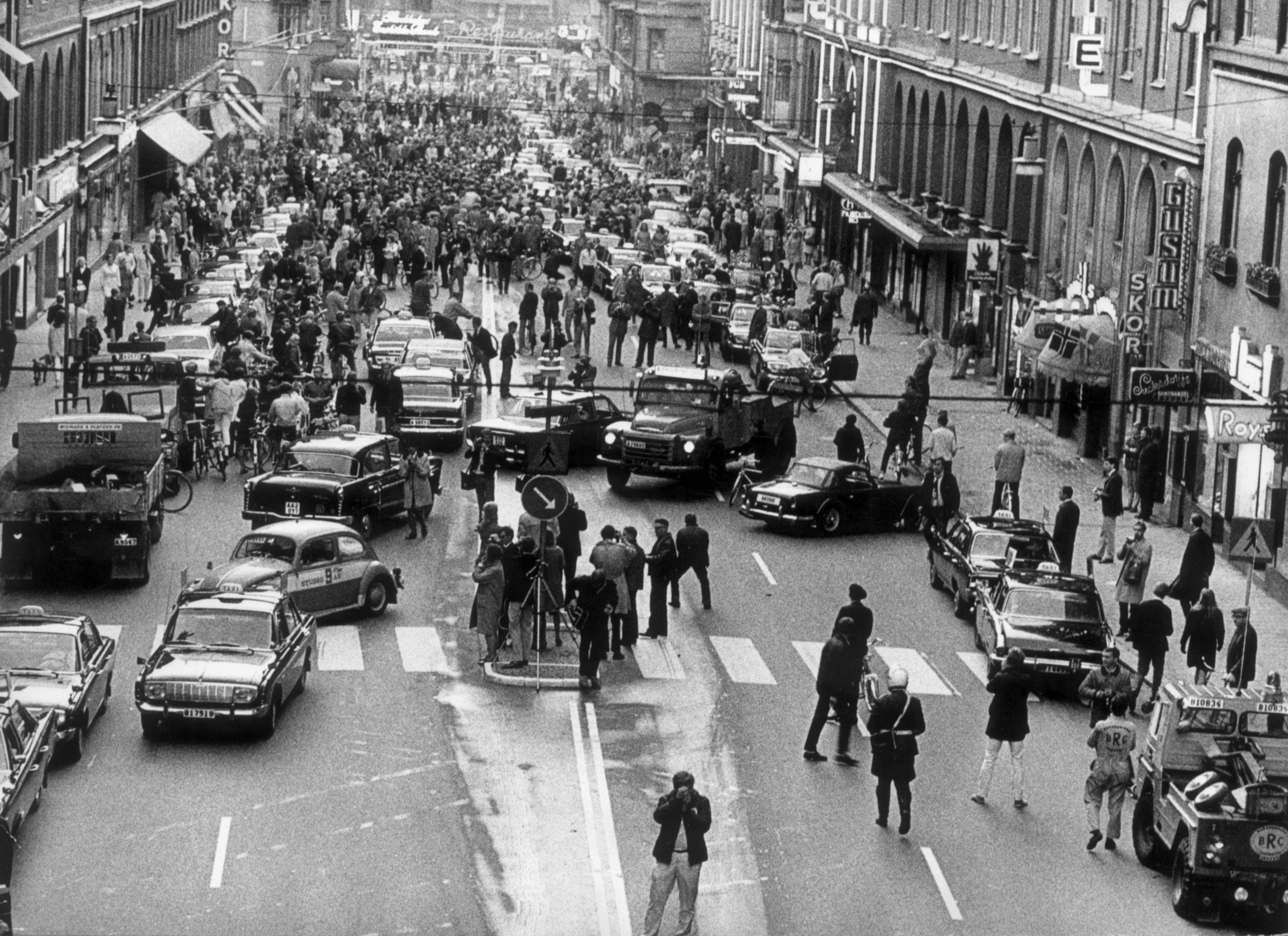
Kungsgatan, Stockholm, vào ngày Dagen H., 3 tháng 9 năm 1967, trong đêm Thụy Điển chuyển từ giao thông bên trái sang bên phải.

Logo của Dagen H

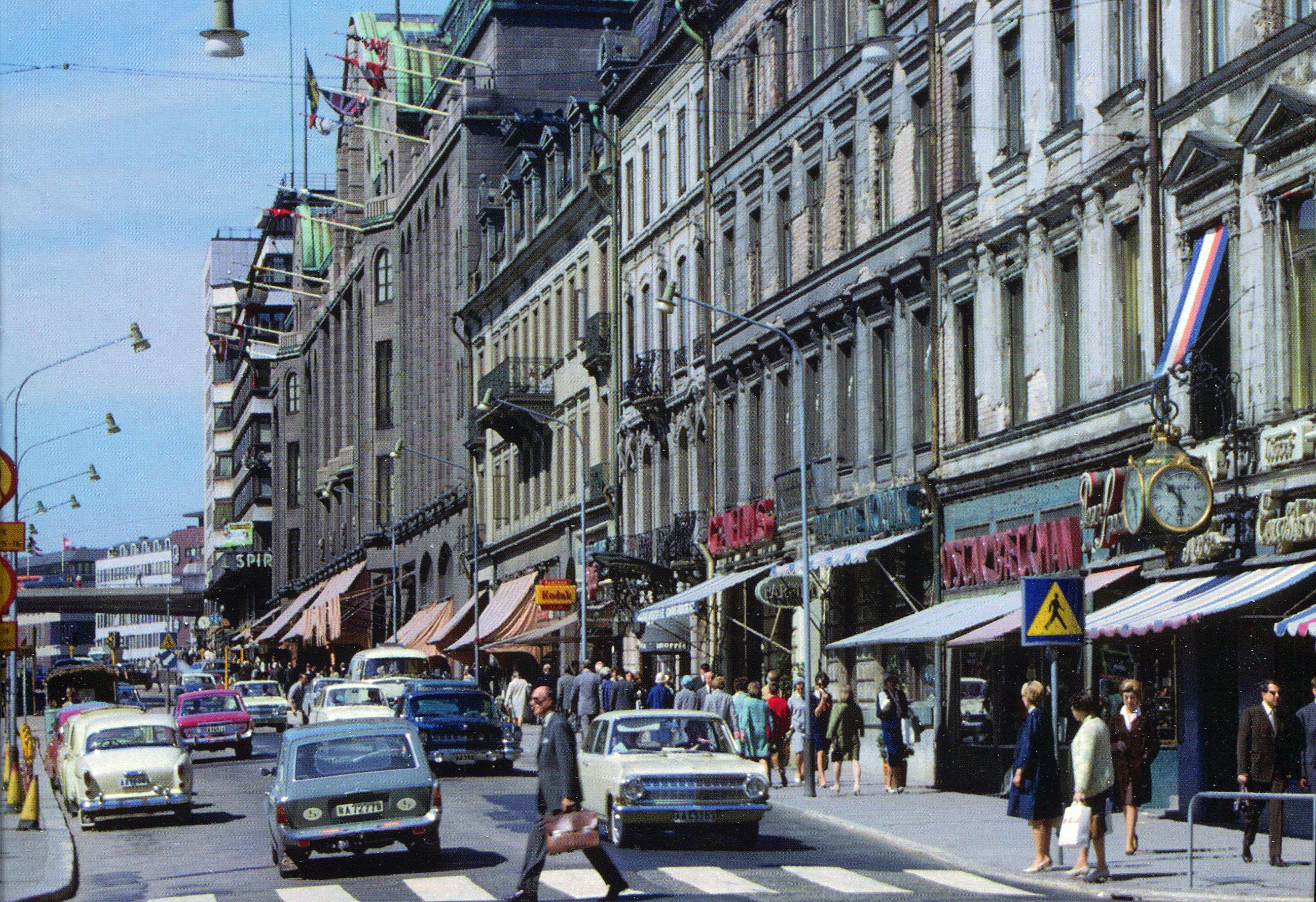
Giao thông bên trái ở Stockholm vào năm 1966

Dagen H (Ngày H), ngày nay thường được gọi là "Högertrafikomläggningen" ("Chuyển đổi giao thông bên phải"), là sự kiện diễn ra ngày 3 tháng 9 năm 1967, trong đó quy tắc giao thông ở Thụy Điển chuyển từ lái xe bên trái đường sang bên phải. Chữ "H" là viết tắt của "Högertrafik", trong tiếng Thụy Điển tức là "giao thông bên phải".
Cho tới nay đây là sự kiện vận tải lớn nhất trong lịch sử Thụy Điển.

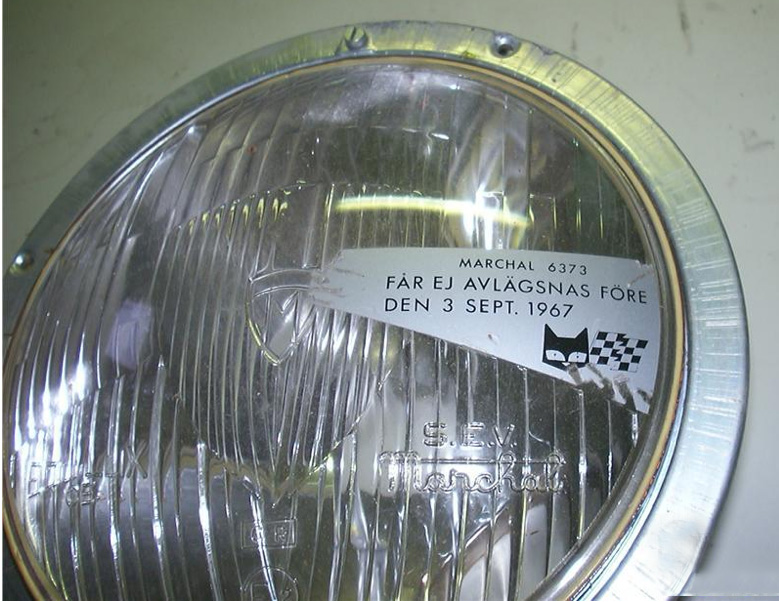
Đèn pha bán ở Thụy Điển không lâu sau Dagen H. Các mảng đề can đục chặn lại một phần đèn chiếu ánh sáng gần bên phải, và lời cảnh báo "Không được tháo ra trước ngày 3 tháng 9 năm 1967".

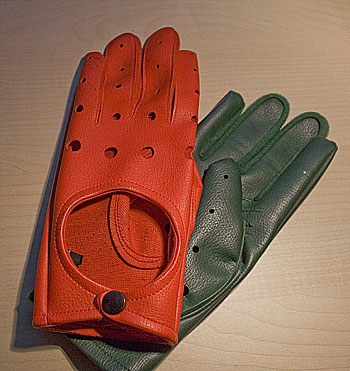
Một đôi găng tay màu dùng vào năm 1967 bởi các nhà chức trách Thụy Điển cảnh báo các tài xế lái xe sang bên phải

## Bối cảnh
Có một vài lý do lớn cho sự thay đổi này:
- Tất cả các nước láng giềng của Thụy Điển (bao gồm Na Uy và Phần Lan, những nước có đường biên giới đất liền với Thụy Điển) đều lái xe bên tay phải, với 5 triệu phương tiện hằng năm đi qua biên giới.[3]
- Xấp xỉ 90 phần trăm người Thụy Điển lái các loại xe thiết kế cho giao thông tay trái (LHD).[3] Điều này dẫn tới nhiều vụ va chạm đối đầu nhau khi đi qua các xa lộ hai làn hẹp, loại xa lộ phổ biến ở Thụy Điển do mật độ dân số thấp và mức độ giao thông khiến cho chi phí làm đường cao.[4] Các xe bus thành phố nằm trong số ít các phương tiện thuận theo quy tắc bánh xe bẻ lái theo chiều ngược lại thông thường, theo quy tắc lái xe bên phải (RHD).[5]

Tuy nhiên, sự thay đổi này không được phổ biến rộng; trong một cuộc trưng cầu dân ý năm 1955, 83 phần trăm chọn tiếp tục lái xe bên trái. Dù vậy, vào ngày 10 tháng 5 năm 1963, Nghị viện Thụy Điển (Riksdagen) chấp thuận đề xuất từ chính phủ của Thủ tướng Tage Erlander giới thiệu giao thông bên phải vào năm 1967, khi mà số lượng xe trên đường tăng gấp ba từ 500.000 lên 1,5 triệu, và được ước đạt 2,8 triệu vào năm 1975. Một cơ quan có tên là Statens Högertrafikkommission (HTK) ("Ủy ban Giao thông Bên phải Quốc gia") được thành lập để giám sát quá trình thay đổi. Cơ quan này cũng bắt đầu áp dụng một chương trình giáo dục bốn năm, với sự tư vấn từ các nhà tâm lý học.
Chiến dịch chuyển đổi bao gồm việc đưa logo Dagen H lên nhiều vật dụng kỷ niệm, như bìa hộp sữa và cả đồ lót. Truyền hình Thụy Điển đã tổ chức một cuộc thi sáng tác bài hát về chiến dịch; bài hát chiến thắng là "Håll dig till höger, Svensson" ('Hãy lái sang bên phải, Svensson') được viết bởi một nhà báo của Expressen là Peter Himmelstrand và được trình diễn bởi The Telstars.
Khi Dagen H đến gần, mọi giao lộ được trang bị thêm một bộ cột và đèn tín hiệu giao thông được bọc lại bằng túi nhựa màu đen. Các công nhân sẽ ra đường sáng sớm ngày Dagen H để tháo bỏ các túi này. Tương tự, các vạch kẻ đường thay thế được vẽ lên đường bằng mực trắng, sau đó được che lại bằng băng dính đen. Trước Dagen H, đường phố Thụy Điển dùng vạch màu vàng.

## Chuyển đổi
Vào ngày Dagen H, Chủ Nhật, 3 tháng 9, tất cả các giao thông không cần thiết bị cấm trên đường phố từ 01:00 tới 06:00. Bất kì phương tiện nào trên đường trong khoảng thời gian này phải tuân theo các quy định đặc biệt. Tất cả phương tiện phải dừng hẳn lúc 04:50, sau đó cẩn thận chuyển sang phía bên tay phải đường và tiếp tục dừng lại (để cho các xe khác thời gian chuyển bên đường và tránh va chạm) trước khi tiếp tục được lưu thông lúc 05:00. Tuy nhiên ở Stockholm và Malmö, lệnh cấm được đặt dài hơn — từ 10:00 Thứ Bảy cho tới 15:00 Chủ Nhật — nhằm cho phép công nhân ra đường chỉnh lại các giao lộ. Một số thị trấn khác cũng kéo dài lệnh cấm, từ 15:00 Thứ Bảy tới 15:00 Chủ Nhật.
Các con phố một chiều gặp phải những vấn đề riêng. Các điểm dừng xe bus phải được xây lại ở phía bên kia đường. Các giao lộ phải được định hình lại để giao thông dễ dàng nhập vào.

## Kết quả
Sự chuyển đổi khá mượt mà này sau đó đã làm giảm số vụ tai nạn. Vào ngày xảy ra thay đổi, cả nước chỉ có 157 vụ tai nạn nhỏ được báo cáo, trong đó chỉ có 32 người bị thương, và cũng chỉ một vài người bị thương nghiêm trọng. Vào ngày Thứ Hai tiếp sau Dagen H, có 125 vụ tai nạn giao thông được báo cáo, so với khoảng 130 tới 198 trong các ngày Thứ Hai trước, không có vụ nào trong số đó gây chết người cả. Các chuyên gia cho rằng thay đổi lái xe sang bên phải làm giảm các vụ tai nạn khi vượt, do mọi người đã lái các xe lái bên trái, do đó họ có tầm nhìn tốt hơn; ngoài ra, sự thay đổi đã làm mọi người cảnh giác hơn về các nguy hiểm trên đường, tạo ra hành vi cẩn thận hơn khiến thương vong trên đường giảm mạnh. Quả thực vậy, các vụ tai nạn giữa hai xe và giữa xe và người đi bộ giảm đáng kể, và số vụ đòi bảo hiểm xe giảm xuống 40%.
Những cải thiện ban đầu này tuy vậy không kéo dài. Số vụ đòi bảo hiểm xe quay về mức 'bình thường' sau sáu tuần sau đó và, tới năm 1969, tỉ lệ tai nạn quay về mức trước khi thay đổi.
Các chuyển tàu điện ở trung tâm Stockholm, Helsingborg và hầu hết các tuyến ở Malmö đã bị thay thế bởi các tuyến bus, và hơn một nghìn chiếc xe bus mới được mua về với cửa ở bên phía tay phải. Một số 8.000 chiếc xe bus cũ được thêm cửa ở cả hai phía, trong khi Gothenburg và Malmö đã đem xuất khẩu những chiếc xe bus lái bên phải (RHD) của họ cho Pakistan và Kenya. Việc sửa đổi xe bus, do nhà nước chi trả, là khoản chi phí tốn kém nhất trong đợt thay đổi này. Ở Gothenburg và Norrköping, cùng với hai khu ngoại ô Stockholm, các mạng lưới tàu điện tiếp tục vận hành.
Mặc dù tất cả giao thông đường bộ ở Thụy Điển được chuyển sang bên phải, hệ thống tàu điện ngầm và đường sắt không chuyển sang quy tắc mới và tiếp tục lái về phía bên trái, ngoại trừ hệ thống tàu điện.
Ngoài ra, nhiều hệ thống này đã bị xóa bỏ do Dagen H; chỉ có tàu điện ở Norrköping và Gothenburg cùng với ba tuyến ở vùng ngoại ô Stockholm (Nockebybanan và Lidingöbanan) là còn hoạt động. Gothenburg đã phải chi tiêu rất nhiều để xây dựng lại tàu điện, trong khi Stockholm chỉ phải trả cho việc mua xe bus, vì các tuyến còn lại đã có các toa tàu điện với cửa ở cả hai phía. Dù sao đi nữa, hầu hết tàu điện ở Stockholm đã được thay thế bởi tàu điện ngầm, một quyết định đưa ra sau Dagen H rất lâu.
Đất nước Bắc Âu khác là Iceland cũng đã chuyển sang lái xe bên phải vào tháng 5 năm 1968, vào ngày có tên là H-dagurinn.